# Воскресіння дочки Яїра
Воскресіння дочки Яїра — це історія яка розповідається у Біблії Мт. 9:18-26, Мр. 5:35-43 та Лк. 8:41-56. У ній йдеться про чудо яке створив Ісус Христос воскресивши дочку єврейського старійшини Яїра у Капернаумі.

## Біблійна історія
В одного єврейського старійшини, начальника синагоги на ім'я Яїр, була при смерті єдина дочка, дванадцятирічна дівчинка. Прийшовши до Ісуса Христа, Яїр впав до ніг його і дуже благав кажучи: «Донечка моя помирає. Прошу тебе: прийди й поклади руки на неї, щоб зцілилася вона і живою зосталася».
Бачачи віру Яїра Ісус Христос пішов з ним. По дорозі зустрічає їх посланий з дому Яїра і каже йому: "Дочка твоя вмерла, не турбуй же Вчителя! " Ісус почувши ці слова сказав Яїрові: "Не бійся, тільки віруй".
Коли вони прийшли до того дому то побачили великий сум, усі плакали і ридали. Ісус сказав їм: "Чого тривожитесь і плачете? Дівчина не вмерла а спить". Ніхто не повірив Ісусу і всі почали насміхатися з нього, знаючи що вона вмерла.
Але Ісус Христос, виславши з дому народ, взявши із Собою тільки батьків померлої і трьох Апостолів: Петра, Івана і Якова, пішов у кімнату де лежала померла дівчина. Він взяв її за руку та сказав: "Таліфа кумі", що означає: "Дівчино, тобі кажу встань!". Після того повернувся дух її, дівчина встала і почала ходити. Зраділі її батьки були у великому здивуванні. Ісус звелів дати її їсти і суворо заборонив їм розказувати про це диво. Але "Чутки про це розійшлися повсюди".
|  | Поки Він говорив так, прийшли з дому голови синагоги й сказали: «Дочка твоя померла. Навіщо турбуєш Учителя?» Але до Ісуса долинули ці слова, й Він звернувся до голови синагоги: «Не бійся. Тільки вір». Він нікому не дозволив іти за Собою, крім Петра, Якова та Іоана, Якового брата. То вони ввійшли до дому голови синагоги й застали там метушню, плач і голосіння. Ввійшовши, Ісус мовив до присутніх: «Навіщо голосити і піддаватися тривозі? Дитина не померла. Вона просто спить». Вони насміялися з Нього. А Ісус випроводив усіх, а Сам узяв батька й матір дитини, а також тих, хто був з Ним, і ввійшов до кімнати, де лежало дівча. Ісус узяв її за руку й мовив: «Таліта, кум!», що означає: «Дівчинко, Я велю тобі прокинутися!» Дівча тут же підвелося й почало ходити по кімнаті (їй було дванадцять років). Усі були приголомшені тим великим дивом. Ісус їм усім суворо наказав, щоб ніхто про це не довідався. А також звелів нагодувати дівча. |

|  | Саме тоді підійшов до Ісуса чоловік на ймення Яїр, який очолював місцеву синагогу. Він упав до Ісусових ніг і благав піти до нього додому, оскільки там помирала його єдина дочка, якій було близько дванадцяти років. І коли Ісус йшов з Яїром, величезний натовп з усіх сторін щільно оточував Його.… Поки Він говорив, хтось вийшов із дому Яїра й сказали тому: «Твоя дочка померла. Не завдавай більше Вчителеві клопоту». Та Ісус почув ці слова й мовив до старшого синагоги: «Не бійся. Лиш вір, і вона буде спасена». Прийшовши до дому, Ісус не дозволив нікому заходити з Ним, крім Петра, Іоана, Якова та батьків дитини. Усі присутні плакали й сумували за дівчинкою. Ісус мовив: «Не плачте! Вона не померла, а тільки спить». А вони насміхалися з Нього, знаючи, що вона таки померла. Тоді Ісус узяв її за руку й покликав: «Дитино, вставай!» Дух її повернувся в тіло, і вона вмить підвелася. Ісус наказав нагодувати її. Батьки її були приголомшені. А Ісус наказав їм, щоб нікому не розповідали про те, що сталося. |

|  | Поки Ісус усе це казав, до Нього підійшов старіший синагоги, впав долілиць і мовив: «Щойно померла моя донька, прийди та приклади Свою руку до неї, щоб вона ожила». Тоді Ісус встав і рушив за ним разом зі Своїми учнями. У натовпі, що йшов за ними, була жінка, яка вже дванадцять років страждала сильною кровотечею. Вона підійшла до Ісуса ззаду й торкнулася краю Його одягу. Вона зробила так, бо сказала собі: «Якщо торкнуся Його одягу, то одужаю». Озирнувшись, Ісус побачив її і сказав: «Кріпися, дочко! Твоя віра вилікувала тебе!» І жінка одразу одужала. Коли Ісус прийшов до оселі старійшого синагоги, Він побачив флейтистів, що грали похоронні мелодії, та приголомшених людей. Ісус сказав: «Вийдіть! Дівчинка не вмерла, вона лише спить». Люди почули й почали насміхатися з Нього. Коли ж їх прогнали, Ісус увійшов до кімнати, взяв за руку дівчинку, й вона встала. Чутки про це розійшлися повсюди. |